# Xestia semiherbida
Xestia semiherbida là một loài bướm đêm trong họ Noctuidae.